# Vadillo de la Guareña
Vadillo de la Guareña község Spanyolországban,  Zamora tartományban. Vadillo de la Guareña Castrillo de la Guareña, Fuentelapeña, La Bóveda de Toro, Castronuño, Alaejos és Torrecilla de la Orden községekkel határos. Lakosainak száma 243 fő (2024).

## Népesség
A település népessége az utóbbi években az alábbiak szerint változott:
| Lakosok száma | 378  | 354  | 334  | 324  | 311  | 284  | 266  | 248  | 251  | 243  |
|               | 2001 | 2004 | 2007 | 2009 | 2012 | 2014 | 2017 | 2019 | 2022 | 2024 |